# 2017 w boksie

## Lista zawodowych mistrzów świata na 31 grudnia 2017
| Kategoria       | WBA                                                                | WBC                                  | IBF                                   | WBO                                  |
| Słomkowa        | Thammanoon Niyomtrong · Tajlandia                                  | Chayaphon Moonsri · Tajlandia        | Hiroto Kyoguchi · Japonia             | Ryuya Yamanaka · Japonia             |
| Junior musza    | Ryoichi Taguchi · Japonia                                          | Ken Shiro · Japonia                  | Ryoichi Taguchi · Japonia             | Ángel Acosta · Portoryko             |
| Musza           | wakat                                                              | Daigo Higa · Japonia                 | Donnie Nietes · Filipiny              | Sho Kimura · Japonia                 |
| Junior kogucia  | Khalid Yafai · Wielka Brytania                                     | Wisaksil Wangek · Tajlandia          | Jerwin Ancajas · Filipiny             | Naoya Inoue · Japonia                |
| Kogucia         | Ryan Burnett · Wielka Brytania · Jamie McDonnell · Wielka Brytania | Luis Nery · Meksyk                   | Ryan Burnett · Wielka Brytania        | Zolani Tete · Południowa Afryka      |
| Junior piórkowa | Daniel Roman · Stany Zjednoczone                                   | Rey Vargas · Meksyk                  | Ryosuke Iwasa · Japonia               | Jessie Magdaleno · Stany Zjednoczone |
| Piórkowa        | Leo Santa Cruz · Meksyk · Abner Mares · Meksyk                     | Gary Russell Jr. · Stany Zjednoczone | Lee Selby · Wielka Brytania           | Óscar Valdez · Meksyk                |
| Junior lekka    | Alberto Machado · Portoryko                                        | Miguel Berchelt · Meksyk             | Kenichi Ogawa · Japonia               | Wasyl Łomaczenko · Ukraina           |
| Lekka           | Jorge Linares · Wenezuela                                          | Mikey Garcia · Stany Zjednoczone     | Robert Easter Jr. · Stany Zjednoczone | wakat                                |
| Lekkopółśrednia | wakat                                                              | Terence Crawford · Stany Zjednoczone | Siergiej Lipiniec · Rosja             | wakat                                |
| Półśrednia      | Keith Thurman · Stany Zjednoczone                                  | Keith Thurman · Stany Zjednoczone    | Errol Spence Jr. · Stany Zjednoczone  | Jeff Horn · Australia                |
| Lekkośrednia    | Erislandy Lara · Kuba · Brian Castaño · Argentyna                  | Jermell Charlo · Stany Zjednoczone   | Jarrett Hurd · Stany Zjednoczone      | Sadam Ali · Stany Zjednoczone        |
| Średnia         | Giennadij Gołowkin · Kazachstan · Ryōta Murata · Japonia           | Giennadij Gołowkin · Kazachstan      | Giennadij Gołowkin · Kazachstan       | Billy Joe Saunders · Wielka Brytania |
| Superśrednia    | George Groves · Wielka Brytania · Tyron Zeuge · Niemcy             | David Benavidez · Stany Zjednoczone  | Caleb Truax · Stany Zjednoczone       | Gilberto Ramírez · Meksyk            |
| Półciężka       | Dmitrij Biwoł · Rosja                                              | Adonis Stevenson · Kanada            | Artur Bietierbijew · Rosja            | Siergiej Kowalow · Rosja             |
| Junior ciężka   | Dienis Lebiediew · Rosja · Yunier Dorticos · Kuba                  | Mairis Briedis · Łotwa               | Murat Gassijew · Rosja                | Ołeksandr Usyk · Ukraina             |
| Ciężka          | Anthony Joshua · Wielka Brytania · Manuel Charr · Niemcy           | Deontay Wilder · Stany Zjednoczone   | Anthony Joshua · Wielka Brytania      | Joseph Parker · Nowa Zelandia        |

## Styczeń
13 stycznia 
- Hialeah – Erislandy Lara obronił tytuły supermistrza świata WBA oraz mistrza świata IBO w kategorii lekkośredniej po pokonaniu Jurija Formana przez nokaut w 3. rundzie[1].

 14 stycznia 
- Nowy Jork – Gervonta Davis zdobył tytuł mistrza świata IBF w kategorii junior lekkiej wygrywając przez techniczny nokaut w 7. rundzie z dotychczasowym mistrzem José Pedrazą[2].
James DeGale (mistrz świata IBF w wadze superśredniej) i Badou Jack (mistrz świata WBC w wadze superśredniej) zremisowali w pojedynku o unifikacje tytułów i zachowali swoje pasy[3].

 15 stycznia 
- Warszawa – zmarł Jan Szczepański, mistrz olimpijski z 1972 i mistrz Europy z 1971[4].

 21 stycznia 
- Levallois-Perret – Cédric Vitu obronił tytuł mistrza Europy (EBU) w kategorii lekkośredniej wygrywając jednogłośnie na punkty z Isaakiem Realem.

 25 stycznia 
- Phitsanulok – Chayaphon Moonsri obronił tytuł mistrza świata WBC w kategorii słomkowej po jednogłośnym zwycięstwie na punkty nad Melvinem Jerusalemem[5].

 28 stycznia 
- Las Vegas – Leo Santa Cruz odzyskał tytuł supermistrza świata WBA w wadze piórkowej po pokonaniu dwa do remisu dotychczasowego mistrza Carla Framptona[6]. 
 Mikey Garcia zdobył tytuł mistrza świata WBC w wadze lekkiej po znokautowaniu w 3. rundzie dotychczasowego mistrza Dejana Zlatičanina[7].
- Indio – Miguel Berchelt zdobył tytuł mistrza świata WBC w wadze junior lekkiej wygrywając przez nokaut w 11. rundzie z dotychczasowym mistrzem Francisco Vargasem, który nie był w stanie kontynuować walki wskutek kontuzji[8].

 29 stycznia 
- Makau – Jerwin Ancajas obronił tytuł mistrza świata IBF w kategorii junior koguciej wygrywając przez techniczny nokaut w 8. rundzie z José Alfredo Rodríguezem.

 30 stycznia 
- – zmarł Bogdan Radzikowski, polski bokser, mistrz Polski z 1970[9].

## Luty
2 lutego 
- Szczecin – zmarł Józef Piński, mistrz Polski, zwycięzca m.in. Jerzego Kuleja[10].

 4 lutego 
- Magdeburg – Agit Kabayel zdobył wakujący tytuł mistrza Europy (EBU) w wadze ciężkiej po pokonaniu jednogłośnie na punkty Hervé’a Hubeaux[11].

 10 lutego 
- Toledo – Żanat Żanakijew zdobył tytuły supermistrza świata WBA oraz mistrza świata IBO w kategorii koguciej po wygraniu niejednogłośnie na punkty z dotychczasowym mistrzem Rau’shee Warrenem. 
 Robert Easter Jr. obronił tytuł mistrza świata IBF w kategorii junior koguciej wygrywając jednogłośnie na punkty z Luisem Cruzem[12].

 11 lutego 
- Carshalton – Anthony Yigit zdobył wakujący tytuł mistrza Europy (EBU) w  kategorii lekkopółśredniej po pokonaniu jednogłośnie na punkty Lenny’ego Dawsa[13].

 18 lutego 
- Cincinnati – Lamont Peterson zdobył tytuł mistrza świata WBA w  wadze półśredniej po pokonaniu jednogłośnie na punkty Dawida Awanesjana.

 25 lutego 
- Birmingham – Deontay Wilder obronił tytuł mistrza WBC w kategorii ciężkiej po zwycięstwie przez techniczny nokaut w 5. rundzie nad Geraldem Washingtonem[14]. 
 Jarrett Hurd zdobył wakujący tytuł mistrza świata IBF w wadze lekkośredniej po pokonaniu przez techniczny nokaut w 9. rundzie Tony’ego Harrisona[15]. 
 Dominic Breazeale pokonał przez techniczny nokaut w 5. rundzie Izuagbe Ugonoha (waga ciężka)[16].
- Kingston upon Hull – Rey Vargas zdobył wakujący tytuł mistrza świata WBC w wadze junior lekkiej po pokonaniu niejednogłośnie na punkty Gavina McDonnella.

## Marzec
1 marca 
- Chon Buri – Thammanoon Niyomtrong obronił tytuł mistrza świata WBA w kategorii słomkowej po zwycięstwie przez nokaut w 5. rundzie nad Go Odairą.

 2 marca 
- Tokio – Shinsuke Yamanaka obronił tytuł mistrza świata WBC w wadze koguciej po pokonaniu przez techniczny nokaut w 7. rundzie Carlosa Carlsona.

 3 marca 
- Saint-Quentin – Guillaume Frenois obronił tytuł mistrza Europy (EBU) w wadze junior lekkiej po pokonaniu jednogłośnie na punkty Wiaczesława Gusiewa[17].

 4 marca 
- Nowy Jork – Keith Thurman obronił tytuł supermistrza świata WBA i zdobył tytuł mistrza świata WBC w kategorii półśredniej wygrywając niejednogłośnie na punkty z Dannym Garcíą[18]. 
 Andrzej Fonfara wygrał przez techniczny nokaut w 10. rundzie z Chadem Dawsonem[19].
- Londyn – Tony Bellew pokonał przez poddanie w 11. rundzie Davida Haye’a[20].
- Bangkok – Juan Hernández zdobył wakujący tytuł mistrza świata WBC w wadze muszej po pokonaniu przez techniczny nokaut w 3. rundzie Nawaphona Kaikanhy.

 8 marca 
- Paterson – zmarł Lou Duva, wybitny trener bokserski[21].

 11 marca 
- Ludwigshafen – Demetrius Andrade zdobył tytuł mistrza świata WBA w wadze lekkośredniej po pokonaniu dotychczasowego mistrza Jacka Culcaya niejednogłośnie na punkty.
- Verona – David Lemieux znokautował w 3. rundzie Curtisa Stevensa (waga średnia)[22].

 14 marca 
- Jastrzębie-Zdrój – zmarł Andrzej Biegalski, były amatorski mistrz Europy w wadze ciężkiej[23].

 18 marca 
- Nowy Jork – Giennadij Gołowkin obronił tytuł supermistrza świata WBA oraz tytuły mistrza świata WBC, IBF i IBO w kategorii średniej wygrywając jednogłośnie na punkty z Danielem Jacobsem[24]. 
 Wisaksil Wangek zdobył tytuł mistrza świata WBC w wadze junior koguciej po pokonaniu niejednogłośnie na punkty dotychczasowego mistrza Romána Gonzáleza[25].
- Lipsk – Robert Stieglitz obronił tytuł mistrza Europy (EBU) w wadze półciężkiej po remisie z Nikolą Sjekloćą[26]. 
 Mariusz Wach (waga ciężka) pokonał jednogłośnie na punkty Erkana Tepera[27].
- Aarhus – Dennis Ceylan obronił tytuł mistrza Europy (EBU) w wadze piórkowej po remisie z Isaacem Lowe’em. W czwartej rundzie walkę przerwano po przypadkowym zderzeniu się głowami[26].

 25 marca 
- Poczdam – Tyron Zeuge obronił tytuł mistrza świata WBA w kategorii superśredniej wygrywając przez techniczną decyzję w 5. rundzie z Isaacem Ekpo[28].
- Manchester – Jorge Linares obronił tytuł mistrza świata WBA w kategorii lekkiej wygrywając jednogłośnie na punkty z Anthonym Crollą[29].

 25-31 marca 
- Człopa – odbyły się mistrzostwa Polski seniorów[30].

## Kwiecień
1 kwietnia 
- Dortmund – Mairis Briedis zdobył wakujący tytuł mistrza świata WBC w wadze junior ciężkiej po pokonaniu jednogłośnie na punkty Marco Hucka[31].

 8 kwietnia 
- Manchester – Terry Flanagan obronił tytuł mistrza świata WBO w kategorii lekkiej pokonując jednogłośnie na punkty Piotra Pietrowa. 
 Liam Smith pokonał wskutek kontuzji w 7. rundzie Liama Williamsa, lecz nie zdobył pasa tymczasowego mistrza WBO w wadze lekkośredniej, gdyż ważył ponad limit tej kategorii[32].
- Oxon Hill – Wasyl Łomaczenko obronił tytuł mistrza świata WBO w kategorii junior lekkiej po wygranej przez poddanie w 9. rundzie z Jasonem Sosą[33]. 
 Ołeksandr Usyk obronił tytuł mistrza świata WBO w kategorii junior ciężkiej po zwycięstwie jednogłośnie na punkty nad Michaelem Hunterem[34]. 
 Ołeksandr Hwozdyk (waga półciężka) pokonał przez techniczny nokaut w 3. rundzie Yunieski Gonzaleza[35].

 9 kwietnia 
- Osaka – Shun Kobo zdobył tytuł mistrza świata WBA w kategorii junior piórkowej wygrywając przez poddanie w 11. rundzie z dotychczasowym mistrzem z Nehomarem Cermeño.
- Hamburg – zmarł Dieter Kottysch, mistrz olimpijski z 1972 w wadze lekkośredniej[36].

 15 kwietnia 
- Glasgow – Julius Indongo obronił tytuły mistrza świata IBF i IBO oraz zdobył tytuł mistrza świata WBA w kategorii lekkopółśredniej wygrywając jednogłośnie na punkty z Rickym Burnsem[37].

 22 kwietnia 
- Carson – Gilberto Ramírez obronił tytuł mistrza świata WBO w kategorii superśredniej wygrywając jednogłośnie na punkty z Maksymem Bursakiem[38]. 
 Jesse Magdaleno obronił tytuł mistrza świata WBO w kategorii junior piórkowej wygrywając przez nokaut w 2. rundzie z Adeilsonem Dos Santosem[39]. 
 Óscar Valdez obronił tytuł mistrza świata WBO w kategorii piórkowej po jednogłośnym zwycięstwie na punkty nad Miguelem Marriagą[40].
- Nowy Jork – Jermell Charlo obronił tytuł mistrza świata WBC w kategorii lekkośredniej nokautując w 6. rundzie Charlesa Hatleya[41].

 23 kwietnia 
- Osaka – Kazuto Ioka obronił tytuł mistrza świata WBA w kategorii muszej wygrywając jednogłośnie na punkty z Noknoim Sitthiprasertem. 
 Marlon Tapales pokonał przez techniczny nokaut w 11. rundzie Shohei Omoriego, ale stracił pas mistrza świata WBO w wadze koguciej z powodu nadwagi[42].

 29 kwietnia 
- Londyn – Anthony Joshua obronił tytuł mistrza świata IBF oraz zdobył wakujące tytuły supermistrza świata WBA i mistrze świata IBO w wadze ciężkiej wygrywając przez techniczny nokaut w 11. rundzie z Wołodymyrem Kłyczką[43].
- Cebu City – Donnie Nietes zdobył wakujący tytuł mistrza świata IBF w wadze muszej po pokonaniu jednogłośnie na punkty Komgricha Nantapecha.

## Maj
5 maja 
- Madryt – Hadillah Mohoumadi zdobył wakujący tytuł mistrza Europy (EBU) w kategorii superśredniej po pokonaniu jednogłośnie na punkty Mariano Hilario[44].

 6 maja 
- Las Vegas – Saúl Álvarez pokonał jednogłośnie na punkty Julio Césara Cháveza Jra[45].
- Manukau – Joseph Parker obronił tytuł mistrza świata WBO w wadze ciężkiej po pokonaniu jednogłośnie na punkty Răzvana Cojanu[46].
- Turku – Francesco Patera zdobył tytuł mistrza Europy (EBU) w kategorii lekkiej wygrywając niejednogłośnie na punkty z obrońcą pasa Edisem Tatlim.

 13 maja 
- Birmingham – Khalid Yafai obronił tytuł mistrza świata WBA w kategorii junior koguciej po wygranej jednogłośnie na punkty nad Suguru Muranaką[47]. 
 Sam Eggington zdobył tytuł mistrza Europy (EBU) w kategorii półśredniej wygrywając przez nokaut w 10. rundzie z obrońcą pasa Ceferino Rodriguezem[47].

 19 maja 
- Pont-Audemer – Thomas Masson zdobył wakujący tytuł mistrza Europy (EBU) w wadze muszej po wygranej przez techniczny nokaut w 9. rundzie z Ołeksandrem Hryszczukiem.

 20 maja 
- Londyn – Gervonta Davis obronił tytuł mistrza świata IBF w wadze junior lekkiej wygrywając przez techniczny nokaut w 3. rundzie z Liamem Walshem[48].
- Oxon Hill – Gary Russell Jr. obronił tytuł mistrza świata WBC w kategorii piórkowej po pokonaniu przez techniczny nokaut w 7. rundzie Óscara Escandóna[49]. 
 Andre Dirrell zdobył wakujący tymczasowy tytuł mistrza świata IBF w wadze superśredniej wygrywając przez dyskwalifikację w 8. rundzie z José Uzcátegui, który znokautował go ciosem zadanym po gongu kończącym rundę[50].
- Nowy Jork – Terence Crawford obronił tytuły mistrza świata WBC i WBO w wadze lekkopółśredniej po pokonaniu przez poddanie w 10. rundzie Félixa Díaza[51].
- Tokio – Hassan N’Dam N’Jikam zdobył wakujący tytuł mistrza świata WBA w kategorii średniej wygrywając niejednogłośnie na punkty z Ryōtą Muratą[52]. 
 Ken Shiro zdobył tytuł mistrza świata WBC w kategorii junior muszej wygrywając niejednogłośnie na punkty z obrońcą tytułu Ganiganem Lópezem[52]. 
 Daigo Higa zdobył tytuł mistrza świata WBC w kategorii muszej wygrywając przez techniczny nokaut w 6. rundzie z obrońcą tytułu Juanem Hernándezem[52].
- Nagoja – Kōsei Tanaka obronił tytuł mistrza świata WBO w kategorii junior muszej wygrywając jednogłośnie na punkty z Ángelem Acostą.
- Poznań – Krzysztof Włodarczyk pokonał niejednogłośnie na punkty Noela Gevora (waga junior ciężka)[53].

 21 maja 
- Tokio – Naoya Inoue obronił tytuł mistrza świata WBO w wadze junior koguciej wygrywając przez nokaut w 3. rundzie z Ricardo Rodríguezem[54]. 
 Milan Melindo zdobył tytuł mistrza świata IBF w wadze junior muszej po zwycięstwie przez techniczny nokaut w 1. rundzie nad dotychczasowym mistrzem Akirą Yaegashim[54].

 27 maja 
- Sheffield – Errol Spence Jr. zdobył tytuł mistrza świata IBF w wadze półśredniej wygrywając przez nokaut w 11. rundzie z obrońcą pasa Kellem Brookiem[55]. 
 George Groves zdobył wakujący tytuł supermistrza świata WBA w wadze superśredniej wygrywając przez techniczny nokaut w 6. rundzie z Fiodorem Czudinowem[56]
- Monterrey – José Argumedo obronił tytuł mistrza świata IBF w wadze słomkowej wygrywając przez techniczny nokaut w 8. rundzie z Gabrielem Mendozą.

## Czerwiec
3 czerwca 
- Montreal – Adonis Stevenson obronił tytuł mistrza świata WBC w wadze półciężkiej po pokonaniu przez techniczny nokaut w 2. rundzie Andrzeja Fonfary[57].
- Rayong – Chayaphon Moonsri obronił tytuł mistrza świata WBC w kategorii słomkowej wygrywając jednogłośnie na punkty z Omarim Kimwerim.

 4 czerwca 
- Roeselare – Yves Ngabu zdobył wakujący tytuł mistrza Europy (EBU) w wadze junior ciężkiej po wygranej przez techniczny nokaut w 4. rundzie z Tamasem Lodim[58].

 7 czerwca 
- Magdeburg – zmarł René Monse, niemiecki bokser, medalista mistrzostw świata i mistrzostw Europy w wadze superciężkiej[59].

 10 czerwca 
- Belfast – Ryan Burnett zdobył tytuł mistrza świata IBF w wadze koguciej po pokonaniu jednogłośnie na punkty dotychczasowego mistrza Lee Haskinsa[60].

 16-24 czerwca 
- Charków – odbyły się mistrzostwa Europy. Klasyfikację medalową wygrała reprezentacja Ukrainy (3 złote, 1 srebrny i 2 brązowe), zaś najwięcej medali zdobyła reprezentacja Anglii (1 złote, 6 srebrnych i 1 brązowy)[61].

 17 czerwca 
- – zmarł Józef Grudzień, mistrz i wicemistrz olimpijski oraz mistrz i wicemistrz Europy[62].
- Las Vegas – Andre Ward obronił tytuły supermistrza świata WBA oraz mistrza świata IBF i WBO w wadze półciężkiej po pokonaniu przez techniczny nokaut w 8. rundzie Siergieja Kowalowa[63]. 
 Guillermo Rigondeaux obronił tytuły supermistrza świata WBA oraz mistrza świata IBO w wadze junior piórkowej po zwycięstwie przez nokaut w 1. rundzie nad Moisesem Floresem[64].
- Wetzlar – Tyron Zeuge obronił tytuł mistrza świata WBA w kategorii superśredniej po pokonaniu jednogłośnie na punkty Paula Smitha[65].
- Saint-Vincent – Emanuele Blandamura obronił tytuł mistrza Europy (EBU) w kategorii średniej po pokonaniu jednogłośnie na punkty Alessandro Goddiego.

 24 czerwca 
- Pont-Sainte-Maxence – Guillaume Frenois obronił tytuł mistrza Europy (EBU) w kategorii średniej po pokonaniu jednogłośnie na punkty Ruddy’ego Encarnaciona.
- Gdańsk – Tomasz Adamek (waga ciężka) pokonał jednogłośnie na punkty Solomona Haumono[66]. 
 Krzysztof Głowacki (waga junior ciężka) pokonał przez techniczny nokaut w 6. rundzie Hizniego Altunkayę[67].

 30 czerwca 
- Toledo – Robert Easter Jr. obronił tytuł mistrza świata IBF w wadze lekkiej po pokonaniu jednogłośnie na punkty Dienisa Szafikowa[68].

## Lipiec
1 lipca 
- Drezno – Karo Murat zdobył wakujący tytuł mistrza Europy (EBU) w wadze półciężkiej wygrywając przez techniczny nokaut w 11. rundzie z Dominikiem Böselem[69].

 2 lipca 
- Brisbane – Jeff Horn zdobył tytuł mistrza świata WBO w wadze półśredniej wygrywając jednogłośnie na punkty z dotychczasowym mistrzem Mannym Pacquiao[70].
Jerwin Ancajas obronił tytuł mistrza świata IBF w wadze junior koguciej po zwycięstwie przez techniczny nokaut w 7. rundzie nad Teiru Kinoshitą[71].

 9 lipca 
- Jekaterynburg – Dienis Lebiediew obronił tytuł supermistrza świata WBA w wadze junior ciężkiej pokonując jednogłośnie na punkty Marka Flanagana[72].

 15 lipca 
- Londyn – Lee Selby obronił tytuł mistrza świata IBF w wadze piórkowej pokonując jednogłośnie na punkty Jonathana Victora Barrosa[73].
- Chon Buri – Thammanoon Niyomtrong obronił tytuł mistrza świata WBA w kategorii słomkowej po zwycięstwie jednogłośnie na punkty nad Reyem Loreto[73].
- Inglewood – Miguel Berchelt obronił tytuł mistrza świata WBC w kategorii junior lekkiej pokonując jednogłośnie na punkty Takashiego Miurę[74].
Jezreel Corrales obronił tytuł supermistrza świata WBA w kategorii junior lekkiej pokonując przez techniczną decyzję w 10. rundzie Robinsona Castellanosa[74].
- Uniondale – Adam Kownacki pokonał przez techniczny nokaut w 4. rundzie Artura Szpilkę[75].

 21 lipca 
- Castellbisbal – Marc Vidal zdobył wakujący tytuł mistrza Europy (EBU) w wadze piórkowej wygrywając niejednogłośnie na punkty z Sergio Blanco.

 23 lipca 
- Tokio – Hiroto Kyoguchi zdobył tytuł mistrza świata IBF w wadze słomkowej po zwycięstwie jednogłośnie na punkty nad dotychczasowym mistrzem José Argumedo[76].
Ryoichi Taguchi obronił tytuł mistrza świata WBA w kategorii junior muszej po pokonaniu przez techniczny nokaut w 9. rundzie Roberta Barrery[76].

 28 lipca 
- Szanghaj – Sho Kimura zdobył tytuł mistrza świata WBO w wadze muszej wygrywając przez techniczny nokaut w 11. rundzie z dotychczasowym mistrzem Zou Shimingiem[77].

 29 lipca 
- Nowy Jork – Mikey Garcia pokonał jednogłośnie na punkty Adriena Bronera[78].

## Sierpień
5 sierpnia 
- Los Angeles – Wasyl Łomaczenko obronił tytuł mistrza świata WBO w wadze junior lekkiej wygrywając przez poddanie w 7. rundzie z Miguelem Marriagą[79].

 15 sierpnia 
- Kioto – Luis Nery zdobył tytuł mistrza świata WBC w kategorii koguciej wygrywając przez techniczny nokaut w 4. rundzie z dotychczasowym mistrzem Shinsuke Yamanaką[80].

 19 sierpnia 
- Lincoln – Terence Crawford obronił tytuły mistrza świata WBC i WBO oraz zdobył tytuł supermistrza świata WBA i mistrza świata IBF w kategorii lekkopółśredniej nokautując w 3. rundzie dotychczasowego mistrza świata WBA i IBF Juliusa Indongo[81].

 25 sierpnia – 2 września 
- Hamburg – odbyły się mistrzostwa świata. Klasyfikację medalową wygrała reprezentacja Kuby (5 złote i 2 srebrne medale)[82].

 26 sierpnia 
- Paradise – Floyd Mayweather Jr. pokonał przez techniczny nokaut w 10. rundzie Conora McGregora[83]. 
 Gervonta Davis zwyciężył Francisco Fonsecę przez nokaut w 8. rundzie, ale utracił pas mistrza świata IBF w wadze junior lekkiej, ponieważ poprzedniego dnia podczas oficjalnego ważenia miał przekroczony limit wagi[84]. 
 Badou Jack zdobył tytuł mistrza świata WBA w wadze półciężkiej po pokonaniu przez techniczny nokaut w 5. rundzie dotychczasowego mistrza Nathana Cleverly’ego[85].
- Carson – Miguel Cotto zdobył wakujący tytuł mistrza świata WBO w kategorii lekkośredniej po wygranej jednogłośnie na punkty z Yoshihiro Kamegaim[86]. 
 Rey Vargas obronił tytuł mistrza świata WBC w wadze junior piórkowej po zwycięstwie jednogłośni ena punkty nad Ronnym Riosem.

 27 sierpnia 
- Kumamoto – Ryuya Yamanaka zdobył tytuł mistrza świata WBO w wadze słomkowej po wygranej jednogłośnie na punkty nad dotychczasowym mistrzem Tatsuyą Fukuharą.

## Wrzesień
3 września 
- Meksyk – zmarł Sugar Ramos, były zawodowy mistrz świata kategorii piórkowej[87].
- Kioto – Daniel Roman zdobył tytuł mistrza świata WBA w wadze junior piórkowej po pokonaniu przez techniczny nokaut w 9. rundzie dotychczasowego mistrza Shuna Kobo.

 8 września 
- Paradise – David Benavidez zdobył wakujący tytuł mistrza świata WBC w kategorii superśredniej wygrywając niejednogłośnie na punkty z Ronaldem Gavrilem[88].

 9 września 
- Berlin – Ołeksandr Usyk obronił tytuł mistrza świata WBO w kategorii junior ciężkiej wygrywając przez techniczny nokaut w 10. rundzie z Marco Huckiem. Walka odbyła się w ramach World Boxing Super Series[89].
- Carson – Naoya Inoue obronił tytuł mistrza świata WBO w wadze junior koguciej wygrywając przez poddanie w 6. rundzie z Antonio Nievesem. 
 Juan Francisco Estrada wygrał jednogłośnie na punkty z Carlosem Cuadrasem w wadze koguciej[90]. 
 Wisaksil Wangek obronił tytuł mistrza świata WBC w kategorii junior koguciej po znokautowaniu w 4. rundzie Romána Gonzáleza[91].

 13 września 
- Osaka – Kōsei Tanaka obronił tytuł mistrza świata WBO w kategorii junior muszej wygrywając przez techniczny nokaut w 9. rundzie z Rangsanem Chayanramem.
Ryosuke Iwasa zdobył tytuł mistrza świata IBF w wadze junior piórkowej po pokonaniu przez techniczny nokaut w 6. rundzie dotychczasowego mistrza Yukinoriego Oguniego[92].

 16 września 
- Paradise – Giennadij Gołowkin obronił tytuły supermistrza świata WBA oraz mistrza świata WBC, IBF i IBO w wadze średniej remisując z Saúlem Álvarezem[93].
- Londyn – Billy Joe Saunders obronił tytuł mistrza świata WBO w wadze średniej po pokonaniu jednogłośnie na punkty Williego Monroe Jra[94].
- Liverpool – Callum Smith pokonał jednogłośnie na punkty Erika Skoglunda w ramach turnieju World Boxing Super Series w wadze superśredniej[95].
- Cebu City – Milan Melindo obronił tytuł mistrza świata IBF i zdobył pas mistrza świata IBO w wadze junior muszej po pokonaniu niejednogłośnie na punkty Hekkiego Budlera[96].

 17 września 
- – Andre Ward ogłosił zakończenie kariery[97].

19 września 
- Miami – zmarł Jake LaMotta, były zawodowy mistrz świata kategorii średniej[98].

 22 września 
- Tucson – Óscar Valdez obronił tytuł mistrza świata WBO w wadze piórkowej wygrywając jednogłośnie na punkty z Genesisem Servanią[99].
Gilberto Ramírez obronił tytuł mistrza świata WBO w kategorii superśredniej wygrywając jednogłośnie na punkty z Jesse Hartem[100].

 23 września 
- Inglewood – Jorge Linares obronił tytuł mistrza świata WBA w wadze lekkiej pokonując niejednogłośnie na punkty Luke’a Campbella[101].
- San Antonio – Yunier Dorticos obronił tytuł mistrza świata WBA w kategorii junior ciężkiej wygrywając przez techniczny nokaut w 2. rundzie z Dmitrijem Kudriaszowem. Walka odbyła się w ramach World Boxing Super Series[102].
- Manchester – Joseph Parker obronił tytuł mistrza świata WBO w wadze ciężkiej wygrywając niejednogłośnie na punkty z Hughie Furym[103].

 30 września 
- Ryga – Mairis Briedis obronił tytuł mistrza świata WBC w kategorii junior ciężkiej wygrywając jednogłośnie na punkty z Mikiem Perezem. Walka odbyła się w ramach World Boxing Super Series[104].
- Solna – Anthony Yigit obronił tytuł mistrza Europy (EBU) w  kategorii lekkopółśredniej po pokonaniu jednogłośnie na punkty Sandora Martina.
- Hartlepool – Abigail Medina obronił tytuł mistrza Europy (EBU) w  junior piórkowej po zwycięstwie przerz techniczny nokaut w 2. rundzie nad Martinem Wardem.

## Październik
7 października 
- Manchester – Mohamed Mimoune zdobył tytuł mistrza Europy (EBU) w kategorii półśredniej wygrywając niejednogłośnie na punkty z obrońcą pasa Samem Eggingtonem.
- Stuttgart – Chris Eubank Jr. obronił tytuł mistrza świata IBO w wadze superśredniej po pokonaniu przez nokaut w 3. rundzie Avniego Yildrima. Walka odbyła się  w ramach turnieju World Boxing Super Series[105].

12 października
- Pérols – Karim Guerfi obronił tytuł mistrza Europy (EBU) w kategorii koguciej po pokonaniu przez techniczny nokaut w 8. rundzie Stephane Jamoye.

14 października
- Londyn – George Groves obronił pas supermistrza świata federacji WBA w wadze superśredniej, pokonując przez nokaut w czwartej rundzie Jamiego Coxa. Dzięki temu awansował do półfinału turnieju World Boxing Super Series[106].
- Nowy Jork – Erislandy Lara pokonał jednogłośnie na punkty Terrella Gaushę i zachował pas supermistrza WBA w wadze lekkośredniej[107]. 
 Jermell Charlo znokautował w pierwszej rundzie Ericksona Lubina i obronił mistrzowski pas federacji WBC w wadze lekkośredniej[108]. 
 Jarrett Hurd pokonał przez poddanie w dziesiątej rundzie Austina Trouta i obronił mistrzowski pas federacji IBF w wadze lekkośredniej[109].
- Carson – Abner Mares pokonał przez techniczną decyzję w dziesiątej rundzie Andrésa Gutiérreza i obronił mistrzowski pas WBA w wadze piórkowej[110]. 
Leo Santa Cruz pokonał przez nokaut w ósmej rundzie Chrisa Avalosa i zachował supermistrzowski pas WBA w wadze piórkowej[111].

 21 października 
- Newark – Murat Gassijew obronił pas mistrza świata IBF w wadze junior ciężkiej nokautując w 3. rundzie Krzysztofa Włodarczyka. Walka odbyła się w ramach turnieju World Boxing Super Series[112]. 
 Mateusz Masternak pokonał Stevensa Bujaja przez poddanie po 7. rundzie. Pojedynek toczył się w wadze junior ciężkiej[113].  
 Maciej Sulęcki (waga lekkośrednia) jednogłośnie pokonał na punkty Jacka Culcaya[114].
- Verona – Alberto Machado zdobył tytuł mistrza świata WBA w wadze junior lekkiej po znokautowaniu w 8. rundzie Jezreela Corralesa. Corrales wcześniej stracił tytuł z powodu nadwagi[115].
- Belfast – Ryan Burnett zdobył pas supermistrza świata WBA oraz obronił tytuł mistrza świata IBF w kategorii koguciej po zwycięstwie jednogłośnie na punkty nad Żanatem Żanakijewem[116].

 22 października 
- Tokio – Daigo Higa obronił tytuł mistrza świata WBC w kategorii muszej po pokonaniu przez techniczny nokaut w 7. rundzie Thomasa Massona. 
 Ken Shiro obronił tytuł mistrza świata WBC w wadze junior  muszej wygrywając niejednogłośnie na punkty z Pedro Guevarą. 
 Ryōta Murata zdobył tytuł mistrza świata WBA w kategorii  średniej po zwycięstwie przez poddanie po 7. rundzie nad Hassanem N’Dam N’Jikamem[117].

 27 października 
- Schwerin – Jürgen Brähmer (waga superśrednia) pokonał jednogłośnie na punkty Roba Branta i awansował do półfinału World Boxing Super Series[118].

 28 października 
- Cardiff – Anthony Joshua obronił tytuły supermistrza świata WBA oraz mistrza świata IBF i IBO w wadze ciężkiej po pokonaniu przez techniczny nokaut w 10. rundzie Carlosa Takama[119]. 
 Khalid Yafai obronił tytuł mistrza świata WBA w kategorii junior koguciej po wygranej jednogłośnie na punkty z Shō Ishidą[120].

 29 października 
- – zmarł Antony Madigan, australijski bokser, medalista olimpijski z 1960[121].

## Listopad
4 listopada 
- Nowy Jork – Deontay Wilder obronił pas mistrza świata WBC w wadze ciężkiej nokautując w 1. rundzie Bermane’a Stiverne’a[122]. 
 Siergiej Lipiniec zdobył wakujący mistrzowski pas IBF w wadze lekkopółśredniej po wygraniu jednogłośnie na punkty z Akihiro Kondo[123]. 
 Dominic Breazeale (waga ciężka) wygrał przez poddanie po 8. rundzie z Éricem Moliną[124].
- Monte Carlo – Dmitrij Biwoł zdobył wakujący tytuł mistrza świata WBA w kategorii półciężkiej po znokautowaniu w 1. rundzie Trenta Browadhursta[125]. 
 W 3. rundzie zakończyła się walka Jamiego McDonnella z Liborio Solísem wskutek kontuzji broniącego pasa mistrzowskiego WBA McDonnella po przypadkowym zderzeniu się głowami. Walka została uznana za nieodbytą[126]. 
 Agit Kabayel obronił tytuł mistrza Europy (EBU) w wadze ciężkiej po pokonaniu niejednogłośnie na punkty Derecka Chisory[127].

 6 listopada 
- Łódź – zmarł Leszek Borkowski, olimpijczyk z 1976 i pięciokrotny mistrz Polski[128].

 11 listopada 
- Monachium – zmarł František Poláček, czeski bokser, medalista mistrzostw Europy[129].
- Montigny-le-Bretonneux – Hadillah Mohoumadi obronił tytuł mistrza Europy (EBU) w wadze superśredniej po pojkonaniu jednogłośnie na punkty Christophera Rebrasse’a.
- Fresno – Artur Bietierbijew zdobył wakujący tytuł mistrza świata  IBF w kategorii półciężkiej po pokonaniu przez nokaut w 12. rundzie Enrico Köllinga[130].
- Uniondale – Jarrell Miller (waga ciężka) pokonał przez techniczny nokaut w 9. rundzie Mariusza Wacha[131].

 18 listopada 
- Belfast – Zolani Tete obronił tytuł mistrza świata WBO w wadze koguciej nokautując Siboniso Gonyę w 11. sekundzie 1. rundy.
 Jerwyn Ancajas obronił tytuł mistrza świata  IBF w kategorii junior koguciej po wygranej przez techniczny nokaut w 6. rundzie nad Jamie Conlanem[132].

 25 listopada 
- Nowy Jork – Siergiej Kowalow zdobył wakujący tytuł mistrza świata WBO w wadze półciężkiej poprzez techniczny nokaut w 2. rundzie Wiaczesława Szabranskiego[133].
- Oberhausen – Manuel Charr zdobył wakujący tytuł mistrza świata WBA w wadze ciężkiej po pokonaniu jednogłośnie na punkty Aleksandra Ustinowa[134].
- Nakhon Ratchasima – Chayaphon Moonsri obronił tytuł mistrza świata WBC w kategorii słomkowej po pokonaniu jednogłośnie na punkty Tatsuyi Fukuhary[135].

## Grudzień
2 grudnia 
- Leicester – Anthony Yigit obronił tytuł mistrza Europy (EBU) w wadze lekkopółśredniej po pokonaniu jednogłośnie na punkty Joego Hughesa.
- Nowy Jork – Sadam Ali zdobył tytuł mistrza świata WBO w wadze lekkośredniej zwyciężając jednogłośnie na punkty Miguela Cotto. Była to pożegnalna walka zawodowa Cotto[136].
Rey Vargas obronił pas mistrza świata WBC w kategorii junior piórkowej wygrywając jednogłośnie na punkty z Oscarem Negrete. 
Ángel Acosta zdobył wakujący tytuł mistrza świata WBO w kategorii junior muszej po wygranej przez nokaut w 10. rundzie nad Juanem Alejo[137].

 9 grudnia 
- Nowy Jork – Wasyl Łomaczenko obronił tytuł mistrza świata WBO w wadze junior lekkiej zwyciężając przez poddanie po 6. rundzie Guillermo Rigondeaux[138].
- Londyn – Caleb Truax zdobył tytuł mistrza świata IBF w wadze super średniej wygrywając niejednogłośnie na punkty z obrońcą tytułu Jamesem DeGale, 
 Lee Selby obronił tytuł mistrza świata IBF w wadze piórkowej po pokonaniu jednogłośnie na punkty Eduardo Ramíreza, który miał nadwagę[139].
- Las Vegas – Kenichi Ogawa zdobył wakujący tytuł mistrza świata IBF w wadze junior lekkiej po pokonaniu niejednogłośnie na punkty Tevina Farmera.

 12 grudnia 
- Helsinki – Edis Tatli obronił tytuł mistrza Europy (EBU) w wadze lekkiej po pokonaniu jednogłośnie na punkty Francesco Patery.

 13 grudnia 
- Brisbane – Jeff Horn obronił tytuł mistrza świata WBO w wadze półśredniej wygrywając techniczny nokaut w 11. rundzie z Garym Corcoranem[140].
- Londyn – Martin Ward zdobył wakujący tytuł mistrza Europy (EBU) w wadze junior lekkiej po pokonaniu przez nokaut w 6. rundzie Julego Ginera.

 16 grudnia 
- Laval – Billy Joe Saunders obronił tytuł mistrza świata WBO w wadze średniej wygrywając jednogłośnie na punkty z Davidem Lemieux[141].

 22 grudnia 
- Saint-Quentin – Zakaria Attou zdobył wakujący tytuł mistrza Europy (EBU) w wadze lekkośredniej po pokonaniu niejednogłośnie na punkty Orlando Fiordigiglio.

 30 grudnia
- Jokohama – Ken Shiro obronił tytuł mistrza świata WBC w wadze junior muszej zwyciężając przez techniczny nokaut w 4. rundzie Gilberto Pedrozę. 
 Naoya Inoue obronił tytuł mistrza świata WBO w wadze junior koguciej po pokonaniu przez techniczny nokaut w 3. rundzie Yoanna Boyeaux[142].

 31 grudnia
- Tokio – Ryoichi Taguchi obronił tytuł mistrza świata WBA i zdobył tytuł mistrza świata IBF w wadze junior muszej po pokonaniu jednogłośnie na punkty Milana Melindo. Został tym samym supermistrzem świata WBA w wadze junior muszej. 
 Hiroto Kyoguchi obronił tytuł mistrza świata IBF w wadze słomkowej po pokonaniu przez techniczny nokaut w 8. rundzie Carlosa Buitrago. 
 Sho Kimura obronił tytuł mistrza świata WBO w wadze muszej po pokonaniu przez techniczny nokaut w 9. rundzie Toshiyukiego Igarashiego[143].